# کروگ (دهانه)
کروگ یک دهانه برخوردی در ماه‌ است.